# Xiangtan
|  | Xiangtan er også et amt i præfekturet. |
Xiangtan (kinesisk: 湘潭; pinyin: Xiāngtán) er en by på præfekturniveau ved floden Xiangjiang i provinsen Hunan i det sydlige Kina. 
Præfekturet har et areal på 5,006 km² og en befolkning på 2.880.000 mennesker (2007). 

## Administrative enheder
Xiangtan består af to bydistrikter, to byamter og et amt:
- Bydistriktet Yuetang (岳塘区), 206 km², 330.000 indbyggere, sæde for lokalregeringen;
- Bydistriktet Yuhu (雨湖区), 74 km², 370.000 indbyggere;
- Amtet Xiangtan (湘潭县), 2.513 km², 1,12 millioner indbyggere;
- Byamtet Xiangxiang (湘乡市), 2.003 km², 890.000 indbyggere;
- Byamtet Shaoshan (韶山市), 210 km², 100.000 indbyggere.

## Trafik
Kinas rigsvej 107 fører gennem området. Den løber fra Beijing til Shenzhen (ved Hongkong, og passerer provinshovedstæderne Shijiazhuang, Zhengzhou, Wuhan, Changsha og Guangzhou.
Kinas rigsvej 320 går gennem området. Den begynder i Shanghai og løber mod sydvest til grænsen mellem provinsen Yunnan og Burma. Undervejs passerer den blandt andet Hangzhou, Nanchang, Guiyang, Kunming og Dali.

## Kendte personer fra Xiangtan-området
- Mao Zedong (fra forstaden Shaoshan)
- Peng Dehuai
- Qi Baishi
- Zeng Guofan

- Wikimedia Commons har flere filer relateret til Xiangtan

27°51′N 112°54′Ø / 27.850°N 112.900°Ø